# Ballus immaculatus
Ballus immaculatus är en spindelart som beskrevs av Rudolph Herman Christiaan Carel Scheffer 1905. Ballus immaculatus ingår i släktet Ballus och familjen hoppspindlar. Inga underarter finns listade.